# سیارک ۸۸۲۶۰
سیارک ۸۸۲۶۰ (به انگلیسی: 88260 Insubria، نامگذاری:2001HE23) هشتاد و هشت هزار و دویست و شصتمین سیارک کشف شده‌است که در ۲۲ آوریل ۲۰۰۱ کشف شد.